# Ден Джарвіс
Деніел Оуен Вулгар «Ден» Джарвіс (англ. Daniel Owen Woolgar «Dan» Jarvis; нар. 30 листопада 1972, Ноттінгем, Англія) — британський колишній армійський офіцер і політик-лейборист.
Після кар'єри у парашутно-десантного полку, він пішов у політику і був обраний членом парламенту від округу Barnsley Central на виборах 3 березня 2011 року. Тіньовий державний міністр юстиції з 8 жовтня 2013 року.
До 1996 року він вивчав міжнародну політику в Університеті Аберіствіта, отримав ступінь магістра у Кінгс-коледжі у 2011 році. Джарвіс навчався у Королівській військовій академії у Сандгерсті як курсант. Він служив у Косово, Північної Ірландії, Сьєрра-Леоне, Іраку та Афганістані. Має звання майора.
У січні 2011 року він став першою людиною, з часів Другої світової війни, який пішов з армії для того, щоб брати участь у парламентських довиборах.
Його перша дружина, Керолайн, з якою він був одружений з 2000 року і мав двох дітей, померла у 2006 році від раку кишечника. Джарвіс вдруге одружився у 2013 році.